# Suzuki S-Presso
La Suzuki S-Presso è un'autovettura di tipo SUV prodotta dalla casa automobilistica giapponese Maruti Suzuki a partire dal 2019.

## Descrizione
La vettura è un mini SUV caratterizzato da uno stile robusto e da un'elevata altezza da terra. L'S-Presso è costruita sulla piattaforma HEARTECT di quinta generazione e utilizza il 40% di acciaio ad alta resistenza. Viene venduta oltre che in India, in paesi e regioni in via di sviluppo come Sud Africa, Egitto, Sri Lanka, Sud-est asiatico e America Latina. Nonostante aspetto, la S-Presso è disponibile nella sola versione a trazione anteriore. Ad alimentare l'auto c'è un tre cilindri aspirato da 996 cc siglato K10B con una potenza di 50 kW 68 CV abbinato ad una trasmissione manuale a 5 marce o automatico a 5 velocità.